# 彩彬
彩彬（1997年8月22日—），韓國女演員。

## 演出作品

### 電視劇
- 2007年：MBC《還是喜歡你》
- 2007年：MBC Dramanet《別巡檢》
- 2010年：MBC《金首露》飾演 如意
- 2012年：Channel A《蔬菜店的小夥子》飾演 陳真心／慕佳恩（少年）
- 2013年：MBC《Two Weeks》飾演 失聰者的女兒
- 2013年：MBC《Drama Festival－在非洲生存的方法》飾演 徐度允
- 2014年：tvN《需要浪漫3》飾演 申珠妍（少年）
- 2015年：KBS《Drama Special－站在原地》飾演 朴多美
- 2015年：MBC《華政》飾演 莊烈王后
- 2019年：SBS《備用館長》飾演 李多菲
- 2020年：KBS《秘密的男人》飾演 姜藝真

### 電影
- 2010年：《食客：泡菜戰爭》
- 2011年：《奇怪的客人們》
- 2011年：《與敵同寢》
- 2011年：《Link》
- 2012年：《Touch》
- 2017年：《Come, Together》

## 外部連結
- 彩彬的Instagram帳戶
- 彩彬在NAVER上的资料
- 彩彬在Daum上的资料